# Molophilus (Molophilus) longicornis
Molophilus (Molophilus) longicornis is een tweevleugelige uit de familie steltmuggen (Limoniidae). De soort komt voor in het Australaziatisch gebied.